# Pangaribuan (Sipirok)
Pangaribuan is een bestuurslaag in het regentschap Tapanuli Selatan van de provincie Noord-Sumatra, Indonesië. Pangaribuan telt 544 inwoners (volkstelling 2010).